# Державний кордон Джибуті

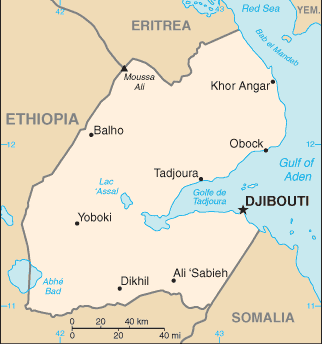
Карта Джибуті

Державний кордон Джибуті — державний кордон, лінія на поверхні Землі та вертикальна поверхня, що проходить по цій лінії, що визначають межі державного суверенітету Джибуті над власними територією, водами, природними ресурсами в них і повітряним простором над ними.

## Сухопутний кордон
Загальна довжина кордону — 528 км. Джибуті межує з 3 державами. Уся територія країни суцільна, тобто анклавів чи ексклавів не існує. 
Ділянки державного кордону
| Держава | Ділянка         | Довжина (км) | Прикордонні регіони | Примітки |
| ------- | --------------- | ------------ | ------------------- | -------- |
| Еритрея | північний захід | 125          |                     |          |
| Ефіопія | захід і південь | 342          |                     |          |
| Сомалі  | південний схід  | 61           |                     |          |

## Морські кордони

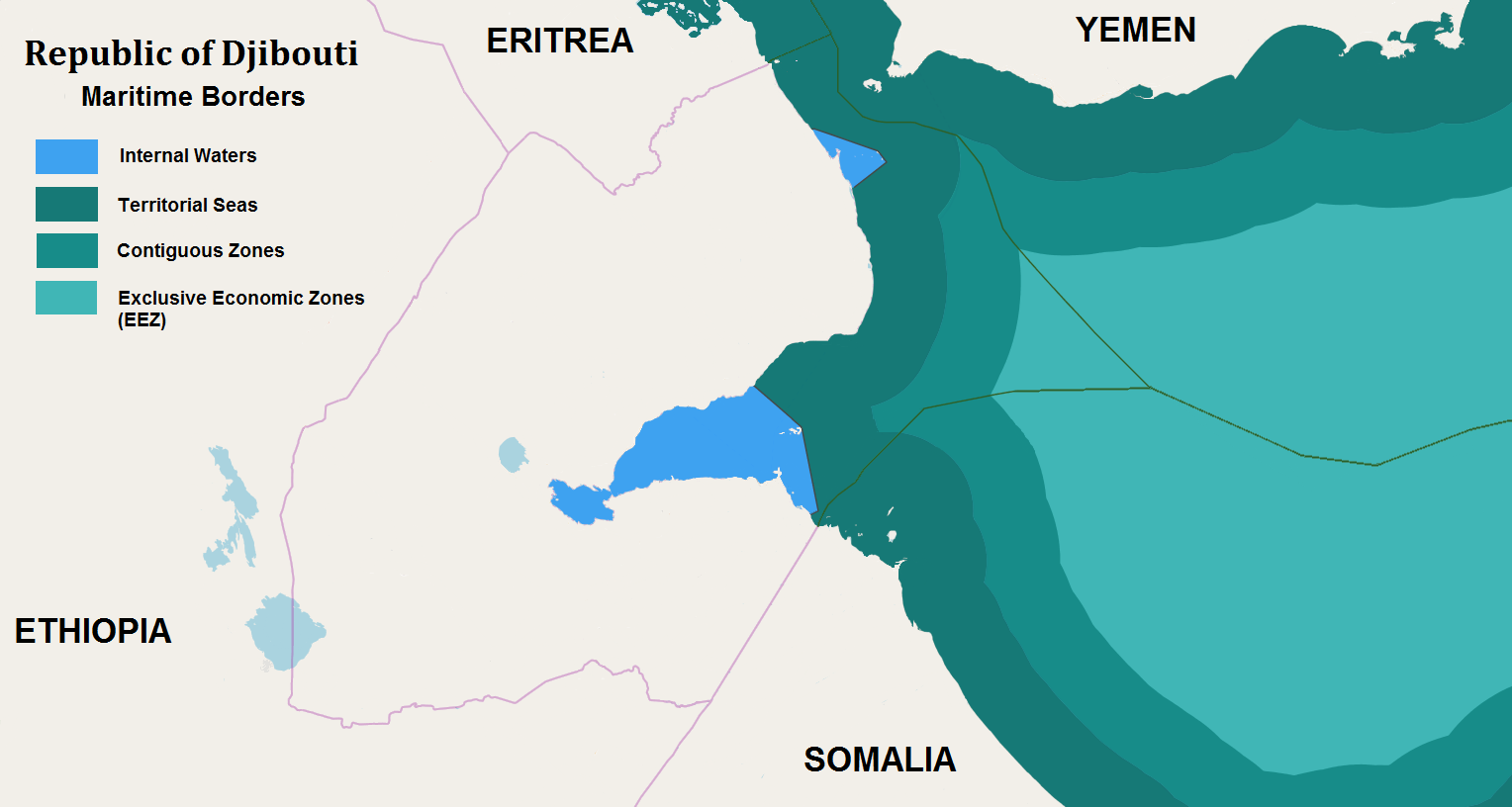
Морські кордони Джибуті

Джибуті на сході омивається водами Аденської затоки і Баб-ель-Мандебської протоки Індійського океану. Загальна довжина морського узбережжя 314 км. Згідно з Конвенцією Організації Об'єднаних Націй з морського права (UNCLOS) 1982 року, протяжність територіальних вод країни встановлено в 12 морських миль (22,2 км). Прилегла зона, що примикає до територіальних вод, в якій держава може здійснювати контроль, необхідний для запобігання порушень митних, фіскальних, імміграційних або санітарних законів, простягається на 24 морські милі (44,4 км) від узбережжя (стаття 33). Виключна економічна зона встановлена на відстань 200 морських миль (370,4 км) від узбережжя.